# Canada Basketball
Der Kanadische Basketballverband ist der offizielle Basketballverband in Kanada. Er hat seinen Sitz in Toronto.

## Geschichte und Aufgaben
Der Verband, der 1923 gegründet wurde, ist seit 1936 Mitglied der Fédération Internationale de Basketball (FIBA) und damit auch Mitglied der FIBA Amerika. Präsident des Verbandes ist zur Zeit Michael Bartlett. Sein Chairman ist Brian Cooper.
Der Verband ist für die Organisation, Leitung und Entwicklung des Basketballsports in Kanada verantwortlich. Der Verband vertritt den Basketballsport gegenüber Behörden sowie nationalen und internationalen Sportorganisationen. Zusätzlich verteidigt der Verband auch die moralischen und materiellen Interessen des Kanadischen Basketballs.
Der Verband ist für die Kanadische Basketballnationalmannschaft und die Kanadische Basketballnationalmannschaft der Damen verantwortlich.

## Fakten zum Verband
| Kriterium               | Fakten           |
| ----------------------- | ---------------- |
| Gründungsjahr           | 1923             |
| Jahr des FIBA-Beitritts | 1936             |
| Kontinental Verband     | FIBA-Amerika     |
| Sitz des Verbandes      | Toronto          |
| Präsident               | Michael Bartlett |
| Chairman                | Brian Cooper     |
| Höchste Liga            |                  |
| Sonstiges               |                  |

## Liste von Präsidenten
| von | bis   | Name             | Beleg |
| --- | ----- | ---------------- | ----- |
|     |       | Robert A. Gordon |       |
|     |       | Therese Quigley  |       |
|     |       | Wayne Parrish    |       |
|     | heute | Michael Bartlett | [ 3 ] |

## Sonstige Funktionen
| von | bis   | Name            | Funktion          | Beleg |
| --- | ----- | --------------- | ----------------- | ----- |
|     |       | Tanja Phillipps | Generalsekretärin |       |
|     | heute | Brian Cooper    | Chairman          | [ 3 ] |